# Geel
Geel este un oraș din regiunea Flandra din Belgia. Suprafața totală este de 109,85 km². La 1 ianuarie 2008 comuna avea o populație totală de 36.014 locuitori. 
Geel se învecinează cu comunele Kasterlee, Laakdal, Mol, Olen, Retie, Meerhoutși Westerlo

## Localități înfrățite
- Irlanda: Tydavnet, din 1992;
- Germania: Xanten, din 1990;
- România Slatina-Timiș.